# Wutang, Fujian
Wutang (kinesiska: 梧塘) är en köping i sydöstra Kina. Den ligger i stadsdistriktet Hanjiang i staden Putian i provinsen Fujian, omkring 69 kilometer söder om provinshuvudstaden Fuzhou. Antalet invånare är 47 085. Befolkningen består av 23 686 kvinnor och 23 399 män. Barn under 15 år utgör 14,0 %, vuxna 15-64 år 76 %, och äldre över 65 år 8,0 %.